# Maromme
Maromme je francouzská obec v departementu Seine-Maritime v regionu Normandie. V roce 2009 zde žilo 11 408 obyvatel. Spolu s obcí Canteleu tvoří kanton Maromme.